# Municipio de Troy (condado de Athens)
El municipio de Troy (en inglés: Troy Township) es un municipio ubicado en el condado de Athens en el estado estadounidense de Ohio. En el año 2010 tenía una población de 2617 habitantes y una densidad poblacional de 27,39 personas por km².

## Geografía
El municipio de Troy se encuentra ubicado en las coordenadas 39°13′38″N 81°46′34″O / 39.22722, -81.77611. Según la Oficina del Censo de los Estados Unidos, el municipio tiene una superficie total de 95.55 km², de la cual 93,71 km² corresponden a tierra firme y (1,92 %) 1,84 km² es agua.

## Demografía
Según el censo de 2010, había 2617 personas residiendo en el municipio de Troy. La densidad de población era de 27,39 hab./km². De los 2617 habitantes, el municipio de Troy estaba compuesto por el 97,44 % blancos, el 0,73 % eran afroamericanos, el 0,11 % eran amerindios, el 0,11 % eran asiáticos, el 0,11 % eran de otras razas y el 1,49 % eran de una mezcla de razas. Del total de la población el 0,42 % eran hispanos o latinos de cualquier raza.